# Шазо (Ардеш)
Шазо (фр. Chazeaux) насеље је и општина у источној Француској у региону Рона-Алпи, у департману Ардеш која припада префектури Ларжантјер.
По подацима из 2011. године у општини је живело 107 становника, а густина насељености је износила 23,16 становника/km². Општина се простире на површини од 4,62 km². Налази се на средњој надморској висини од 470 метара (максималној 830 m, а минималној 289 m).

## Демографија
| 1962. | 1968. | 1975. | 1982. | 1990. | 1999. | 2011. |
| ----- | ----- | ----- | ----- | ----- | ----- | ----- |
| 160   | 166   | 114   | 124   | 86    | 103   | 107   |

График промене броја становника у току последњих година